# ŠRD Ostriž Novakovec
ŠRD Ostriž je hrvatsko športsko ribolovno društvo iz mjesta Novakovca.

## Osnutak
Potkraj 1997. godine, nekoliko entuzijasta i zaljubljenika u sportski ribolov potaknulo je osnivanje ribolovnog društva u Novakovcu.

## Ribnjak
2000. godine u društvu se rađa ideja o vlastitom ribnjaku u Novakovcu. Tijekom 2001. godine odabran je teren za ribnjak, divlje odlagalište smeća i bivša streljana lovačkog društva tj. gmajna. Potkraj 2003. godine, ideja je ostvarena uz veliku pomoć pojedinih mještana Novakovca i Općine Podturen. Uz ribnjak se također nalaze ljuljačke, park i teren za odbojku. Na njemu se svake godine održava Proljetni kup. Nalazi se neposredno pokraj stadiona Drvarium kojeg koristi NK Graničar Novakovec.

## Prostorije društva
2009. godine počinje izgradnja prostorije društva koja je obnovljena 2016. godine.

## Poznate osobe
Karla Mesarek: Predstavljala Hrvatsku na svjetskom natjecanju u Smederevu.